# The Bride's Awakening
The Bride's Awakening è un film muto del 1918 diretto da Robert Z. Leonard. Di genere drammatico, fu prodotto dalla Bluebird Photoplays. Aveva come interpreti la diva Mae Murray (all'epoca moglie del regista), Lew Cody, Clarissa Selwynne, Harry Carter, Joseph W. Girard, Ashton Dearholt.

## Trama
Dopo aver sposato per interesse Elaine Bronson, Richard Earle nasconde a tutti quel matrimonio per poter continuare tranquillamente la sua relazione con Lucille Bennett, una donna sposata. Obbligata dal marito al silenzio, Elaine è una donna sola e infelice: rimasta ferita in un incidente d'auto, viene soccorsa da Jimmy Newton. L'uomo, innamorato di lei, la porta a casa sua per prestarle le cure del caso. Ma quando Richard scopre i due insieme, batte la moglie. Lucille, la sua amante, scoperta la doppiezza e la crudeltà di Richard, gli si rivolta contro: entrata in casa, gli spara uccidendolo. Ora Elaine, libera dall'odioso marito, può rivolgere il suo amore verso Jimmy.

## Produzione
Il film fu prodotto dalla Bluebird Photoplays (Universal Film Manufacturing Company)

## Distribuzione
Il copyright del film, richiesto dalla Bluebird Photoplays, fu registrato il 27 aprile 1918 con il numero LP12346.
Distribuito dalla Bluebird Photoplays (Universal Film Manufacturing Company) e presentato da Carl Laemmle, il film uscì nelle sale cinematografiche statunitensi il 5 maggio 1918.
Copia completa della pellicola si trova conservata negli archivi del Filmmuseum di Amsterdam.